# Beskid Żywiecko-Orawski
Beskid Żywiecko-Orawski (słow. Žyviecko-oravské Beskydy) – pasmo górskie położone na pograniczu polsko-słowackim (żywiecko-orawskim), wschodnia część Beskidu Żywieckiego obejmująca masywy Babiej Góry (1725 m), Pilska (1557 m), Romanki, Lipowskiego Wierchu, Mędralowej, Jałowca oraz Policy. Wydzielony jako mezoregion w obrębie Beskidów Zachodnich z indeksem 513.51, w ramach regionalizacji fizycznogeograficznej Polski z 2018 roku wykonanej przez międzyuczelniany zespół geografów pod kierownictwem Jerzego Solona. Pojęcie obecne w najnowszej literaturze naukowej, nie występuje w podziałach turystyczno-krajoznawczych Beskidu Żywieckiego. W geografii słowackiej region jest określany jako Oravské Beskydy i zaliczany do makroregionu Stredné Beskydy.

## Środowisko przyrodnicze
Region ma powierzchnię 939 km², z czego 73,3% (tj. 688 km²) przypada na terytorium Polski. Stanowi najwyższy człon Beskidów Zachodnich – jedyny gdzie obecne są krajobrazowe piętra kosodrzewiny i halne. Budują go skały fliszowe w strefie jednostki magurskiej. Rzeźba terenu ma charakter średniogórski, choć na Babiej Górze są formy podobne do wysokogórskich utworów polodowcowych. Stoki bywają strome i podatne na osuwiska, występują wychodnie skalne i gołoborza. W stosunku do długich i wyrównanych masywów sąsiedniego, niższego Beskidu Żywiecko-Kisuckiego, odmienna jest tutaj geometria grzbietów, które są bardziej zwarte, z wyraźniej zaznaczonymi szczytami i przełęczami.
Miejscowa przyroda jest objęta ochroną w formie słowackiego Obszaru Chronionego Krajobrazu „Horná Orava”, a po polskiej stronie istnieją Żywiecki Park Krajobrazowy i Babiogórski Park Narodowy. Z małoobszarowych form ochrony egzystują rezerwaty z fragmentami górnoreglowego starodrzewia świerkowego, m.in. Pilsko, Romanka, Lipowska.

## Różnice w podziałach geograficznych
Beskid Żywiecko-Orawski wyosobniono jako mezoregion beskidzki w podziale Karpat Zachodnich autorstwa Jarosława Balona i Miłosza Jodłowskiego. Ciągnie się on skośnie z południowego zachodu na północny wschód, od okolic wsi Rajcza w dolinie rzeki Soły i wsi Mutne w dolinie Mutnianki, do rejonu miast Sucha Beskidzka i Jordanów w dolinie Skawy. Graniczy z Beskidem Żywiecko-Kisuckim, Międzygórzem Jabłonkowsko-Koniakowskim, Beskidem Śląskim, Kotliną Żywiecką, Pasmami Pewelsko-Krzeszowskimi, Beskidem Makowskim, Pogórzem Orawsko-Jordanowskim i Działami Orawskimi.
Taki podział nawiązuje do regionalizacji Słowacji według Emila Mazúra i Michala Lukniša, którzy w przestrzeni Beskidu Żywieckiego wyróżnili odrębne Kysucké Beskydy i Oravské Beskydy, przy czym do części orawskiej zaliczyli, inaczej niż geografowie polscy, także masywy Oszusa i Krawców Wierchu. W koncepcji Jarosława Balona i współpracowników masywy te są włączone do części kisuckiej.
W obowiązującej powszechnie przed 2018 rokiem regionalizacji Polski Jerzego Kondrackiego również figuruje termin Beskid Żywiecko-Orawski, jednak w innym znaczeniu niż omawiane tutaj hasło. Obejmuje on obszar od Wielkiej Raczy i Wielkiej Rycerzowej po Romankę i Pilsko, oraz występuje w niższej randze mikroregionu (pod symbolem 513.511) jako jedna z czterech składowych rozległego mezoregionu Beskidu Żywieckiego (obok Pasma Babiogórskiego, Beskidu Orawsko-Podhalańskiego i Działów Orawskich). Mędralowa i Jałowiec w podziale Jerzego Kondrackiego przynależą do mezoregionu Beskidu Makowskiego.